# Болама (округ)
11°20′ пн. ш. 16°5′ зх. д. / 11.333° пн. ш. 16.083° зх. д.
Болама — неконтинентальний округ Гвінеї-Бісау, у південній частині країни (займає аріхпелаг Бижагош). Населення — 34,563 (2009). Адміністративний центр — місто Болама.

## Сектори
Регіон розділено на 4 сектори:
- Болама
- Бубак
- Каравела
- Уно